# Мендатика
Мендатика (итал. Mendatica) је насеље у Италији у округу Империја, региону Лигурија.
Према процени из 2011. у насељу је живело 222 становника. Насеље се налази на надморској висини од 787 м.

## Становништво
Према резултатима пописа становништва 2011. у општини је живело 205 становника.
| 1936. | 1951. | 1961. | 1971. | 1981. | 1991. | 2001. | 2011. |
| ----- | ----- | ----- | ----- | ----- | ----- | ----- | ----- |
| 655   | 607   | 523   | 428   | 345   | 271   | 245   | 205   |